# George J. Laurer

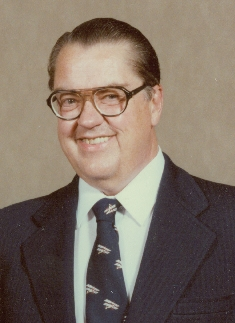
George J. Laurer, 1987

George J. Laurer (* 23. September 1925 in New York City; † 5. Dezember 2019 in Wendell, North Carolina) war ein US-amerikanischer Ingenieur und Erfinder des Strichcodes (Universal Product Code).

## Leben
George Laurer wurde 1925 in Manhattan, New York City geboren. Seine Mutter, Irma Rudiger Laurer, führte eine Kindertagesstätte. Die Familie zog nach Baltimore um, wo sein Vater als Elektroingenieur für die U.S. Navy arbeitete. Als Teenager litt Laurer zwei Jahre an einer Polioerkrankung. Noch als Schüler an der Highschool wurde er während des Zweiten Weltkrieges zur Armee eingezogen. Nach seiner Entlassung aus dem Militärdienst begann er eine Lehre als Radio- und Fernsehmechaniker. Sein Ausbilder konnte ihn davon überzeugen, seinen Schulabschluss nachzuholen und ein College zu besuchen. 1951 schloss Laurer an der University of Maryland das Studium der Ingenieurwissenschaften erfolgreich ab.
Er war verheiratet mit Marilyn Slocum Laurer, die 2013 starb. Aus der Ehe gingen vier Kinder hervor.

## Karriere und Leistungen

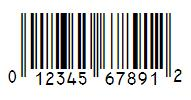
Der Universal Product Code wurde von Laurer bei IBM entwickelt.

George Laurer arbeitete von 1951 bis zu seinem Ausscheiden 1987 mehr als drei Jahrzehnte lang als Ingenieur bei IBM. Ab 1969 war er als leitender Ingenieur damit befasst, Strichcodes für den Einsatz im Handel zu entwickeln. Ursprünglich favorisierte IBM ein rundes Muster („bull’s eye“), wie es Norman Joseph Woodland, der Pionier der Strichcodeidee, in den 1940er Jahren vorgeschlagen hatte. Laurer hielt dieses Muster für ungeeignet, weil es beim Drucken verschmierte. Er entwickelte anstelle dessen ein lineares Muster aus vertikalen Streifen, das auch bei normaler Druckqualität und unter erschwerten Bedingungen zuverlässig lesbar blieb. Dieses Muster wurde die Grundlage für den Universal Product Code und 1973 von einem Konsortium von Lebensmittelunternehmen in den USA übernommen.
Erst seit Anfang der 1970er Jahre waren Laser- und Computertechnologie so weit fortgeschritten, dass Laurer einen Scanner entwickeln konnte, der den aus verschieden dicken Strichen und Zahlen zusammengesetzten Code digital lesen konnte. Die erste Transaktion mittels UPC war eine gescannte 10er-Packung Wrigley’s Kaugummi, die 1974 in einem Supermarkt in Troy (Ohio) für 67 Cent über den Ladentisch ging. Die von Laurer und seinem Team entwickelte Technik, Waren schnell von einer Scannerkasse erfassen zu lassen, wurde in der Folge weltweit ein durchschlagender Erfolg. Sie wurde 1974 zum ersten Mal in den USA eingesetzt, die europäische Variante startete 1977. Der UPC ist heute allgegenwärtig.
Laurer publizierte für IBM 20 technische Bulletins über Innovationen und war Inhaber von 25 Patenten, darunter 1976 für einen der ersten Stiftscanner zum Einlesen von Strichcodes. Als Erfinder des vertikalen Strichcodes verdiente er nichts – IBM hat den Code nicht patentieren lassen, um eine schnelle Verbreitung zu ermöglichen und vom Verkauf der Scannersysteme zu profitieren.
Mit der Verbreitung des Codes sah Laurer sich auch Anfeindungen von christlichen Fundamentalisten ausgesetzt, die die aus technischen Gründen am Anfang, in der Mitte und am Ende eingefügten Bit-Muster als „teuflische“ Zahl 666 interpretierten. Verschwörungstheoretiker vermuteten im Code ein „Weltgeld“.
Nachfolger des klassischen eindimensionalen Strichcodes werden nach fast 50 Jahren neue und leistungsfähigere QR-Codes, die wesentlich mehr Informationen enthalten und außerdem leichter und sicherer zu scannen sind.

## Ehrungen
Laurer wurde 1991 in die Engineering Innovation Hall of Fame der University of Maryland aufgenommen, im Jahr 2000 erfolgte die Aufnahme in die Alumni Hall of Fame.